# Iddi (Stadt)
Iddi (Tigrinya ዕዲ, arabisch إد, auch Edd oder Idi) ist eine Stadt im Südosten Eritreas. Sie liegt in der Region Debubawi Kayih Bahri direkt an der Küste des Roten Meeres und ist der Hauptort der Sub-Zone Zentral-Denkalia. Die Bevölkerung beläuft sich nach Schätzungen auf 11.259 Einwohner.

## Lage
Iddi liegt an der Fernstraße, die Massaua im Norden (Entfernung 372 km) mit Assab im Süden (220 km) verbindet und verfügt über einen kleinen Hafen. Es liegt in der extrem heißen und trockenen Wüstengegend des Afar-Dreiecks, die hauptsächlich vom Volk der Afar bewohnt wird. Die Temperaturen erreichen rund um das Jahr mehr als 30 °C.